# French Beach Provincial Park
Der French Beach Provincial Park ist ein 55 Hektar großer Provincial Park in der kanadischen Provinz British Columbia. Der Park liegt 20 Kilometer westlich von Sooke und etwa 50 Kilometer östlich von Port Renfrew (dem südlichen Ende des Wanderwegs West Coast Trail). Der Park ist von Victoria aus gut auf dem Highway 14 zu erreichbar. Der Park liegt im Capital Regional District.

## Anlage
Der für kanadische Verhältnisse relativ kleine Park hat seinen Namen nach dem kanadischen Naturforscher James French. Der Park liegt an der Juan-de-Fuca-Straße an Westküste von Vancouver Island und wird vom Highway 14 in zwei Teile zerschnitten. Weiterhin durchfließen mehrere Bäche den Park.
Bei dem Park handelt es sich um ein Schutzgebiet der Kategorie II (Nationalpark).
Da es sich bei dem Park um einen der Kategorie Class C handelt, wird er abweichend von den anderen Provincial Parks in British Columbia nicht von der Parkverwaltung BC Parks verwaltet, sondern von einem lokalen Betreiber betreut.

## Geschichte
Der French Beach Provincial Park wurde im Jahr 1974 eingerichtet. Im Rahmen der letzten Aktualisierung der Parkgrenzen im Jahr 2004, wurde der Park von 59 auf 55 Hektar verkleinert.

## Flora und Fauna
Die Vegetation im Park ist typisch für den gemäßigten Regenwald. In der Klimaklassifikation nach Köppen und Geiger entspricht das Klima dem Typ Cfb. Innerhalb des Ökosystems von British Columbia wird er der Very Dry Maritime Subzone innerhalb der Coastal Western Hemlock Zone zugeordnet. Diese biogeoklimatischen Zonen zeichnen sich durch ein ähnliches Klima sowie gleiche oder sehr ähnliche biologische und geologische Voraussetzungen aus. Daraus resultiert in den jeweiligen Zonen dann auch ein sehr ähnlicher Bestand an Pflanzen und Tieren. Im Parkgebiet wachsen hauptsächlich westamerikanische Hemlocktannen, Douglasien und der Riesen-Lebensbaum (im englischen Sprachraum „Western Red Cedar“ genannt). Epiphytische Flechten und Moose überziehen die Baumstämme.
Der Wald hat einen Unterwuchs aus Schwertfarnen und Heidekrautgewächsen. Ebenfalls findet man den Pazifischen Blüten-Hartriegel. Diese geschützte Pflanze findet sich auch im Wappen von British Columbia wieder.
Im Park und seiner Umgebung kommen auch Schwarzbären und Pumas vor. Viele Vogelarten sind im Parkgebiet.
Am Strand gibt es die Möglichkeit Wale zu beobachten, besonders für Grauwale. Diese wandern hier auf dem Weg zu den nördlichen Futtergründen im Frühling vorbei und kehren im Herbst Richtung Süden zurück. Von der Küste aus können auch Schwertwale, Otter, Seehunde und Seelöwen gesehen werden. French Beach ist ebenfalls ein guter Platz um Seevögel, insbesondere Weißkopfseeadler und Fischadler zu beobachten.

## Aktivitäten
Der Park bietet einen Picknickbereich und ist von verschiedenen kurzen Wanderwegen durchzogen. Obwohl der Park unmittelbar am Wasser liegt und Schwimmen auch erlaubt ist, bietet sich dieses nicht unbedingt an. Das Wasser ist ganzjährig relativ kalt.
Der einfach ausgestattete Park hat 69 Stellplätze für Wohnmobile und Zelte und verfügt über eine einfache Sanitäranlage.